# Бушерська АЕС

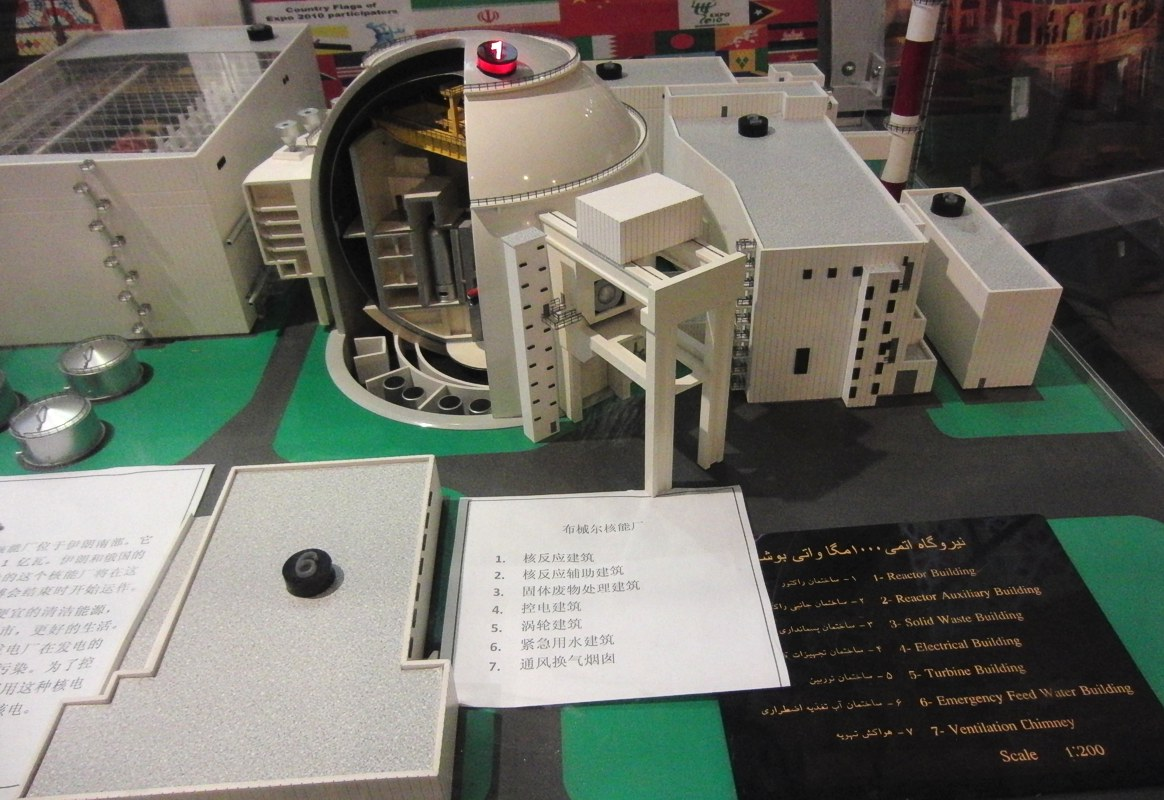

Бушерська АЕС (перс. نیروگاه اتمی بوشهر) — атомна електростанція потужністю 1000 МВт на півдні Ірану поблизу міста Бушир. Перша АЕС в Ірані та на Близькому Сході.
Будівництво розпочате в 1975 німецькою компанією Kraftwerk Union AG.
У 1979, після ісламської революції в Ірані роботи на об'єкті були призупинені.
25 серпня 1992 підписано угоду між урядами РФ і Ірану про співпрацю у спорудженні на території Ірану атомної електростанції. Поновлене після тривалої консервації в 1995, завершене в серпні 2010. В вересні 2011 електростанція вийшла в режим промислової експлуатації.
Україна розглядалася як можливий учасник Бушерського проекту, але відбувся зрив постачання українських турбін на Бушерську АЕС, у чому, як відомо, вагому роль зіграли США. Так званий «Бушерський контракт» передбачав участь харківського «Турбоатому» в ірано-російському договорі на постачання до Ірану устаткування для атомної електростанції у цьому місті. Проте у 1998 році Україна відмовилася від участі у цьому проекті в обмін на ініціативу США з поглиблення україно-американської співпраці, у тому числі, у сфері високих технологій.
Пізніше прем'єр-міністр України Анатолій Кінах фактично визнав, що США не виконали своїх обіцянок перед Україною. У результаті «бушерський контракт» виконувався російськими виробниками
В 2010 ООН ввела проти Ірану санкції, пояснюючи це тим, що Тегеран під виглядом мирної атомної програми розробляє ядерну зброю. Уряди ЄС і США ввела проти Ірану додаткові санкції, обмеживши, серед іншого, співпрацю в нафтовій та газовій галузях.
У вересні 2010 комп'ютери станції виявились зараженими комп'ютерним вірусом, але система управління станцією від вірусів не постраждала. Це був перший вірус, спеціально створений для зриву роботи реальних об'єктів інфраструктури, таких як електростанції, водоочисні споруди і промислові підприємства.
В листопаді 2011 станція була виведена на 75 % потужності
9 квітня 2013 в районі станції сталися два потужні землетруси силою понад 6 балів. 37 людей загинули, близько 850 поранені. Було зруйновано міста Каки (10 тис. мешканців), Хормудж (30 тис. мешканців) і Кенган (20 тис. мешканців). Влада Ірану повідомила, що атомний реактор встояв.